# Крильонский полуостров
Крильонский полуостров (или Полуостров Крильон)  (с 1905 по 1946 — Полуостров Ноторо (яп. 能登呂半島 Ноторо-ханто:)) — полуостров на юго-западе Сахалина. Своё название полуостров получил по одноимённому мысу, который в свою очередь был назван в честь французского военачальника Луи-Бальбеса де Крильона.

## География
Полуостров имеет вид треугольника, горист в центральной части (Южно-Камышовый хребет), берега обрывисты, длина — около 100 км. Находится к югу от Невельска.
Южная оконечность полуострова — мыс Крильон, являющийся самой южной точкой всего острова Сахалин, разделяется с Хоккайдо проливом Лаперуза. Западное побережье полуострова омывается Татарским проливом Японского моря, а восточное — заливом Анива, относящимся к Охотскому морю.
Высшая точка полуострова — сопка Бамбуковая (высота над уровнем моря — 588 м), другие горы — Хмельницкого (447 м), Сивуха (502 м), Могучая (323 м) в Южно-Камышовом хребте, Перелесная (472 м), Таранай (518 м) в Таранайском хребте, расположенном на северо-востоке полуострова.

## Флора и фауна
Полуостров покрыт южной темнохвойной тайгой (с широколиственными породами) и бамбуком. На обращенных к согреваемому тёплыми течениями морю склонах полуострова Крильон сложился широколиственный ярус теплолюбивых культур, в состав которого входят дуб курчавенький, клён желтый и клён Майра, береза шерстистая, вишня сахалинская. С целью охраны дуба курчавенького в 1983 году в Долинском районе создан памятник природы «Стародубские дубняки».

## Климат
Из-за Цусимского течения — западная часть полуострова является наиболее тёплым местом Сахалина.
Температура. Температуры воздуха здесь значительно выше, чем в других регионах Сахалина. Среднегодовая температура воздуха — +6,5 °C — самая высокая на Сахалине. Средняя температура августа +20 °C, января −6 °C. Максимальная температура воздуха возможна до +30 °C, минимальная — до −24 °C.
Осадки и влажность. Крильон характеризуется повышенной влажностью воздуха и обильными осадками. Относительная среднегодовая влажность воздуха — 74,8 %, относительная влажность в июле — 83,9 %, в ноябре — 69,4 %. Осадки выпадают, в основном, в конце лета — начале осени, их среднегодовое количество около 800 мм. Зимой высота снежного покрова достигает 25-35 см. Количество дней с осадками — 239 суток в год (65 %).
Ветер. Крильон характеризуется устойчивой циркуляцией воздушных масс. Направление ветра меняется по сезонам: зимой ветер дует с севера, летом — с юга и запада. Средняя скорость ветра на высоте 0 м над уровнем моря — 3,3 м/с.
Облачность и солнечная радиация. На Крильоне наблюдается высокая доля пасмурных дней, поэтому солнечное сияние здесь ниже, чем в Южно-Сахалинске, хотя туманов здесь меньше. Вероятность дней с пасмурным небом — 52 %, с ясным небом — 12 %, с переменной облачностью — 36 %. Солнечное сияние составляет 1650 часов в год.

## Археология
На полуострове сохранились остатки древнего Крильонского городища. Коренные обитатели этих мест — айны — были в основном ассимилированы японцами либо же выселены японской администрацией в период Карафуто 1905—1945 гг. В 1914 году всех айнов Карафуто собрали в 10 населённых пунктах. Передвижение жителей этих резерваций по острову ограничивалось. Японцы всячески боролись с традиционной культурой, традиционными верованиями айнов, пытались заставить их жить по-японски. Ассимиляционным целям служило и обращение в 1933 году всех айнов в японских подданных. Всем присвоили японские фамилии, а молодое поколение в дальнейшем получало и японские имена.